# Янгольське серце
«Янгольське серце» (англ. Angel Heart) — художній фільм 1987 року режисера Алана Паркера. Створено за мотивами романа Вільяма Гйортсберґа «Грішний янгол».

## Сюжет
Нью-Йорк, 1955 рік. Приватний детектив Гарі Ейнджел одержує завдання від дивного замовника — знайти його боржника Джоні Фейворита. Гаролд погоджується, та що ближче він наближається до розв'язки справи, то дивніші та моторошніші пригоди обстають його.

## У ролях
- Міккі Рурк — Гаролд Ейнджел
- Роберт де Ніро — Луїс Сайфер
- Ліза Боне — Епифані
- Шарлотта Ремплінг — Маргарет
- Прюїтт Тейлор Вінс — детектив Деймос